# Jeging
Jeging je obec v rakouské spolkové zemi Horní Rakousy, v okrese Braunau.
K 1. lednu 2013 zde žilo 680 obyvatel.

## Politika

### Starostové
- do roku 2014 Herbert Eder (SPÖ)
- 2014–2015 Ursula Lindenhofer (SPÖ)
- od roku 2015 Christoph Weitgasser (ÖVP)